# Billy Mann
Billy Mann (født 30. december 1968 i Philadelphia) er en amerikansk producer og sangskriver. Han startede som sanger og udgav albummene Billy Mann og Earthbound. Han bor i øjeblikket i New York.
Mann har arbejdet med artister som Pink, Ricky Martin, Backstreet Boys, Celine Dion, Martina McBride, Anastacia, Art Garfunkel, Carole King, Joss Stone, Delta Goodrem, Take That, Hall & Oates, Sting, Paula Abdul, The Veronicas, Tiziano Ferro, Mary J. Blige, Robi Draco Rosa, Robyn og mange andre kunstnere fra R&B-, rock- og countryscenen. Af danske artister kan nævnes Thomas Helmig og Kristine Blond.